# Vadsundet
Vadsundet är ett sund i Finland. Det ligger i Lovisa stad i landskapet Nyland, i den södra delen av landet, 70 km öster om huvudstaden Helsingfors.
Vadsundet ligger mellan Vadudden på Våtskär i nordväst och Vadholmen i sydöst. Sundet förbinder Grundfjärden i väster med Kejvsalö västra fjärd i nordöst.